# Wator
Wator ist eine diskrete Simulation für die Modellierung eines einfachen Räuber-Beute-Modells. Es wurde gemeinsam von Alexander K. Dewdney und David Wiseman entworfen und 1984 in der Dezemberausgabe der Zeitschrift Scientific American erstmals veröffentlicht. Im deutschen Sprachraum erschien es in der Sonderheftreihe Computer Kurzweil der Zeitschrift Spektrum der Wissenschaft, später auch in einem gleichnamigen Buch des Spektrum akademischen Verlages.

## Einführung
Simuliert wird ein abgeschlossenes System, ein hypothetischer, toroidaler „Planet“, den Dewdney Wa-Tor (abgeleitet von Water-Torus) nannte. Die toroidale Form des Planeten wurde von Dewdney lediglich aus praktischen Gründen gewählt, da eine Simulation auf einer Kugeloberfläche deutlich aufwendiger zu programmieren gewesen wäre. Die Oberfläche dieses „Planeten“ ist komplett von Wasser bedeckt, in dem nur zwei Spezies, Haie und Fische, existieren.
Das Modell simuliert die Nahrungskette auf Wa-Tor. Die Fische ernähren sich von Plankton, das in beliebigen Mengen zur Verfügung steht und deshalb nicht explizit betrachtet wird. Die Haie hingegen fressen ausschließlich Fische und sind auf diese Nahrung zum Überleben angewiesen.

## Spielfläche
Das Spielfeld ist in Zeilen und Spalten unterteilt. Dabei sind alle gegenüberliegenden Seiten torisch verbunden. Jede Zelle des Spielfeldes kann drei Zustände einnehmen. Sie kann:
- mit einem Hai belegt sein.
- mit einem Fisch belegt sein.
- leer sein.

Jedem der drei Zustände wird eine Farbe zugewiesen. Im Bild rechts sind dies schwarz für Wasser, grün für Fische und blau für Haie. Zu Beginn der Simulation wird eine zufällige Anfangspopulation auf dem Spielfeld platziert.

## Spielregeln
Jede der beiden Spezies verhält sich nach eindeutig festgelegten Regeln. Ein Individuum, das sich nach oben aus dem Spielfeld bewegt, wird auf der Unterseite wieder eintreten und umgekehrt. Das Gleiche gilt für die horizontale Richtung.

### Regeln für Fische
- Jeder Fisch schwimmt zufällig auf eines der vier angrenzenden Felder, sofern es leer ist.
- Jeder Fisch hat ein Alter; überschreitet dieses Alter die „Breed Time“, so wird auf einem leeren, angrenzenden Feld ein neuer Fisch geboren.

### Regeln für Haie
- Haie fressen Fische auf angrenzenden Feldern.
- Findet ein Hai keinen Fisch auf einem angrenzenden Feld, so schwimmt er zufällig auf eines der freien, angrenzenden Felder.

Für die Vermehrung der Haie finden sich zwei unterschiedliche Implementierungen:
- Findet ein Hai für eine bestimmte Anzahl Zyklen, der „Shark Starve Time“, keinen Fisch, so stirbt der Hai.
- Haie pflanzen sich genau so fort wie Fische, d. h. nach der „Shark Breed Time“ wird ein neuer Hai auf einem Nachbarfeld geboren.

Die zweite Implementierung arbeitet nicht mit einem Zeitzähler, sondern mit Energiepunkten.
- Für jeden Zyklus, in dem der Hai keinen Fisch findet, verliert er einen Energiepunkt.
- Findet der Hai einen Fisch, wird seine Energie um den Energiewert des Fisches erhöht.
- Übersteigt die Energie den Wert für die Erzeugung eines Nachkommen („Breed Energy“), so wird ein neuer Hai auf einem angrenzenden freien Feld geboren. Die vorhandene Energie wird gleichmäßig zwischen altem und neuem Hai verteilt.

Die Simulation hängt von 5 veränderbaren Parametern ab: der Anzahl der Fische zu Beginn, der Anzahl der Haie zu Beginn, der Fish Breed Time, der Shark Breed Time und der Shark Starve Time.
Bei der zweiten Implementierung wird die Shark Breed Time durch die Shark Start Energy (Energiepunkte des Hais zu Beginn), die Shark Breed Energy (Energie, die benötigt wird um einen Nachkommen zu erzeugen) und der Fish Energy (Energiewert eines Fisches) ersetzt.
Außerdem hängt der Ablauf der Simulation von der Größe des Planeten ab, diese wird aber als gegeben vorausgesetzt.
Die Simulation kann als Spiel aufgefasst werden: das Ziel des Spieles ist es dann, die Startparameter so zu wählen, dass ein stabiles Gleichgewicht entsteht.

## Simulationsverlauf
Abhängig von den Startparametern gibt es verschiedene Möglichkeiten, wie sich die Simulation entwickeln kann:
- Die Haie können aussterben und den Fischen freien Lauf lassen.
- Die Fische können aussterben, was ein Aussterben der Haie nach sich ziehen wird.
- Es kann eine Art Gleichgewicht entstehen, in dem sich die beiden Population gegenseitig begrenzen. Meistens besteht dieses darin, dass es zu periodischen Schwankungen der Populationen kommt. Meistens reduziert sich die Fischmenge auf eine bestimmte Population, so dass die Hai-Population auf einige wenige Exemplare zurückgeht. Dadurch kann die Fischpopulation wieder wachsen, bis die Hai-Population dem Wachstumsschub nachkommen kann.

Ein sehr interessanter Verlauf entsteht, wenn die Fischvermehrung („Fish Breed“), die Haivermehrung („Shark Breed“) und der Haihunger („Shark Starve“) alle auf den Wert 1 gesetzt werden (1 Runde = 1 Zeiteinheit). Nach kurzer Zeit bilden sich „Fischfronten“, die von Haien systematisch „verfolgt“ werden. Die Zahl beider bleibt sehr stabil, kurioserweise existieren immer mehr Haie als Fische.